# 愛媛大学教育学部附属幼稚園
愛媛大学教育学部附属幼稚園（えひめだいがくきょういくがくぶふぞくようちえん）は、愛媛県松山市にある国立の幼稚園。

## 所在地
- 愛媛県松山市持田町1丁目5-22

## 沿革
- 1886年（明治19年5月） - 愛媛県師範学校に幼稚園を付設。
- 1897年（明治30年3月） - 幼稚園を廃する。
- 1912年（明治45年） - 三津浜町に愛媛県女子師範学校が創立され幼稚園が再度設置される。
- 1943年（昭和18年） - 愛媛師範学校女子部附属幼稚園と園名を変更。
- 1951年（昭和26年） - 愛媛大学教育学部附属幼稚園に改称。大学構内（文京町に移転）。
- 1951年（昭和27年） - 樋又に新園舎竣工移転。
- 1969年（昭和44年） - 持田町の現在地に移転。
- 1986年（昭和61年） - 創立百周年記念式典を挙行。
- 2004年（平成16年） - 大学の国立大学法人化に伴い、国立大学法人愛媛大学教育学部附属幼稚園となる
- 2016年（平成28年） - 創立130周年記念式典を挙行。